# Garabogaz
Garabogaz (do 2002 roku Bekdaş) – miasto w północno-zachodnim Turkmenistanie, w wilajecie balkańskim, w etrapie Türkmenbaşy, port nad Morzem Kaspijskim. W 2022 roku liczyło ok. 7,9 tys. mieszkańców.